# Devito (rapper)
Devito, pseudonimo di David Ljubenović (in serbo Давид Љубеновић?; Kragujevac, 9 maggio 1995), è un rapper e produttore discografico serbo, noto per indossare un passamontagna bianco nelle sue apparizioni pubbliche.

## Biografia
David Ljubenović ha iniziato a dedicarsi alla musica mentre frequentava le scuole elementari e si è appassionato alla fotografia in età adolescenziale. Quando ha mosso i primi passi faceva il fotografo alle feste di 18 anni, lavoro da cui ha raccolto denaro e lo ha investito in attrezzature per poter essere ingaggiato anche ai matrimoni. Dopo aver raggiunto la maggiore età, è persino diventato un professionista e ha aperto con un amico uno studio fotografico chiamato Wedding solution. Successivamente si è trasferito a Belgrado, dove si è avvicinato sempre di più al mondo della musica. Nella capitale serba ha fondato la casa di produzione DaVideo, sotto la quale ha diretto svariati video musicali per famosi artisti regionali, quali: Aca Lukas, Milica Pavlović, MC Stojan, Ana Kokić, Sandra Afrika, Vuk Mob e altri.
Dal 2018 ha iniziato la sua attività musicale, facendosi notare l'anno successivo col brano Uh che ha dato una svolta alla sua carriera.
Devito è noto per indossare un passamontagna bianco nelle sue apparizioni pubbliche. Nell'intervista rilasciata a Noizz nel 2021, ha chiarito che la ragione per cui cela il suo volto è la volontà di far connettere il pubblico con i suoi testi e la sua musica, lasciando in secondo piano la sua identità. Per spiegare come il passamontagna sia simbolico, ha dichiarato di essere cresciuto nella miseria e quindi di essere partito da zero, aggiungendo: ″Indipendentemente da chi e cosa sei, puoi vivere i tuoi sogni, se sei pronto a lottare per ottenerli, naturalmente″.

### Carriera
Nel marzo 2018 ha pubblicato il suo singolo di debutto intitolato Alal vera, con la partecipazione di Leon. Nel giugno dell'anno successivo ha presentato Barbie, il suo primo brano da solista. Con l'uscita di Uh nel 2019 ha ottenuto una maggiore popolarità e attenzione da parte dei media, il video musicale della canzone ha raccolto oltre 30 milioni di visualizzazioni su YouTube.  
Nel febbraio 2020, Devito ha pubblicato Koka per la serie televisiva serba Južni Vetar. Successivamente ha collaborato con Teodora per Vudu che è diventato il singolo serbo di maggior successo commerciale di quell'anno, accumulando oltre 11 milioni di stream su Spotify e più di 100 milioni di visualizzazioni su YouTube. I due artisti hanno anche ricevuto il premio ″Contributo alla musica regionale″ durante la cerimonia dei Music Awards 2023.
Devito ha registrato Mame mi nel marzo 2021 per il sequel del film Južni Vetar, intitolato Južni Vetar 2: Ubrzanje. Nel medesimo anno ha tenuto il suo primo concerto da solista durante il festival Belgrade Music Week ed è stato scelto da Tuborg Open per il remix di Get Together di David Guetta. Inoltre, IDJ TV ha inserito Devito tra gli artisti serbi più ascoltati su Spotify nel 2021. Nel 2022 ha presentato al pubblico Leden, il suo EP di debutto.
Il suo primo album in studio, intitolato Plava krv, composto da 24 canzoni (tra cui 15 duetti), è stato pubblicato il 23 maggio 2023 sotto IDJTunes. Nell'arco di pochi giorni ha iniziato a battere tutti i record posizionandosi al settimo posto al mondo in termini di numero di ascolti sulla piattaforma musicale Spotify. Neanche un mese dopo ha presentato Mafia, un duetto con Voyage nato mentre lavoravano al brano Garava, il quale fa parte dell'album sopracitato. Durante l’estate ha lanciato il singolo Ola ola col collega Relja Popović, e, in un secondo momento, ha preso parte al nuovo album Omega di Jelena Karleuša.
Nel corso del 2024 ha preso parte come artista ospite agli album in studio di Nikolija, Teodora e Nucci, cantando Nenormalan lik, Cinema e Hi hi - Ha ha.

## Discografia

### Album in studio
- 2023 – Plava krv
- 2025 – Plava krv (Iceland Session) (con Osvajači)
- 2025 – Nema spavanja

### Album dal vivo
- 2021 – Devito: Music Week
- 2022 – Devito: Music Week
- 2023 – Devito: Music Week

### EP
- 2022 – Leden

### Singoli

#### Come artista principale
- 2018 – Alal vera (con Leon)
- 2019 – Barbie
- 2019 – GTA (con Indodjija)
- 2019 – Lila
- 2019 – Oduzet
- 2019 – Uh
- 2019 – Aligatori
- 2020 – Magičan cvet
- 2020 – Bebe
- 2020 – Koka
- 2020 – Vudu (con Teodora)
- 2020 – Flex
- 2020 – Austria (con Mike Ride)
- 2021 – Nina
- 2021 – Drug like This (con The Eurotrip)
- 2021 – Mame mi
- 2021 – Ju
- 2021 – Telo
- 2021 – Rame
- 2021 – Get Together (con David Guetta)
- 2021 – Mamacita
- 2022 – Verna
- 2022 – Omađijala (con Relja Popović)
- 2022 – Do zore (con Relja Popović)
- 2022 – Marina
- 2022 – Ljubav (con Nikolija)
- 2022 – Niko nece (con JMTradee)
- 2022 – 25 milja (con Igor Buzov)
- 2022 – Shake It (con Jala Brat)
- 2023 – Mili mili
- 2023 – Nina
- 2023 – Taperamento (con Fy)
- 2023 – Mafia (con Voyage)
- 2023 – Ola ola (con Relja Popović)
- 2024 – Fantasia (con Olexesh)
- 2025 – Brat moj (con Kalash Criminel)
- 2025 – Score

#### Come artista ospite
- 2020 – Offline (Relja Popović feat. Devito)
- 2021 – Drip Drip (Corona feat. Devito)
- 2021 – Roze (Jala Brat e Buba Corelli feat. Devito)
- 2023 – Karamela (Jala Brat e Buba Corelli feat. Devito)
- 2023 – Nepogrešivo (Jelena Karleuša feat. Devito)
- 2024 – Nenormalan lik (Nikolija feat. Devito)
- 2024 – Cinema (Teodora feat. Devito)
- 2024 – Hi hi - Ha ha (Nucci feat. Devito e Biba)

## Riconoscimenti
- Music Awards Ceremony
  - 2023 – Canzone trap maschile dell'anno per Marina
  - 2023 – Candidatura alla canzone drill dell'anno per Leden
  - 2023 – Candidatura alla collaborazione new age dell'anno per Omađijala (con Relja Popović)
  - 2023 – Contributo alla musica regionale